# Le Christ en croix avec l'orant du cardinal Guilhem Peire Godin
Le Christ en croix  avec l'orant du cardinal Guilhem-Pierre Godin est une croix peinte sur ses deux faces de trois mètres quinze de hauteur. C'est une œuvre appartenant aux collections médiévales de peintures italiennes du musée des Augustins de Toulouse.

## Présentation
Le format du crucifix biface est une tradition florentine. Il s’agit généralement de représenter d’un côté le Christ vivant et de l’autre le  Christ mort en croix mais, ici, les deux faces sont pratiquement identiques.
Cette œuvre atypique peut provenir d’un foyer toscan du deuxième quart du XIVe siècle, ou d’un foyer français plus tardif. Laura Testi Cristiani à notamment rapprocher son exécution de la main du Maître du Codex de saint Georges, enlumineur florentin actif dans la première moitié du XIVe siècle. Elle propose ainsi une datation entre 1314-1315, moment du retour définitif en France du cardinal Godin, et 1334, date de sa disgrâce sous le pontificat de Benoit XI. Cette datation implique la nécessité d’une réalisation par un artiste toscan ayant connaissance des nouveautés siennoises au vu du rendu des deux personnages.
Pour autant, cette hypothèse a récemment été remise en cause par Alessandro Tomei qui voit dans les détails de la physionomie du personnage du cardinal Godin des éléments datables du dernier quart du XIVe siècle, ainsi qu’un portrait posthume. Cela permet d’envisager une production française imprégnée de l’art du Trecento italien, d’autant plus que la fin du XIVe siècle voit la diffusion de la pratique du portrait de commanditaire. Si le lieu de création et l’origine de l’artiste sont donc débattus, le Christ en croix avec l’orant du cardinal Godin permet d’évoquer le naturalisme à l’œuvre dans la peinture italienne de la première moitié du Trecento et la diffusion de ces nouveautés toscanes en France et ailleurs à la fin du XIVe siècle.

## Provenance
Cette œuvre déposée dans la cathédrale Saint-Étienne de Toulouse durant la Révolution provient à l’origine de l’église du couvent des Jacobins de Toulouse. Elle est transférée au musée Saint-Raymond de Toulouse en 1892 avant d’être confiée au musée des Augustins en 1949.